# Пробег Пулково — Пушкин

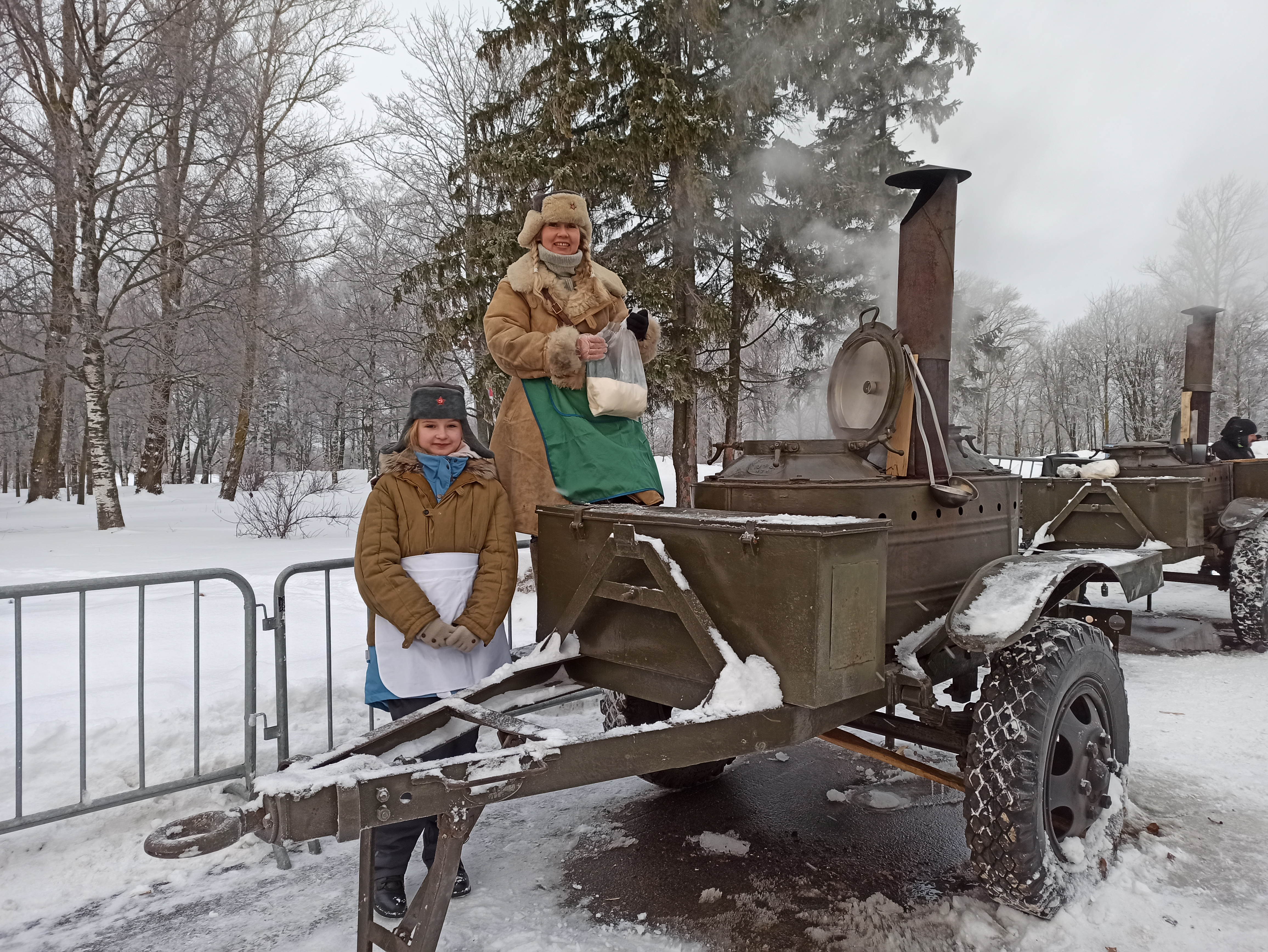
Полевая кухня на пробеге Пулково — Пушкин

Пробег Пулково — Пушкин (полное название — традиционный легкоатлетический пробег «Пулково — Пушкин», посвящённый полному освобождению Ленинграда от фашистской блокады) — ежегодный легкоатлетический пробег, один из старейших в России.
Главными героями пробега являются ветераны Великой Отечественной войны и жители блокадного Ленинграда, которые по мере своих сил принимают участие в преодолении дистанции.
Как правило, пробег сопровождается праздничным митингом и концертом с исполнением стихов и песен, посвящённых освобождению Ленинграда от фашистской блокады, работает полевая кухня.

## История
Пробег начали проводить практически сразу после Победы – с 1947 года, в память об освобождении Ленинграда от блокады. В периоды ??? -2006 пробег не проводился.

## Маршрут пробега
В разные годы расположение старта и финиша пробега менялось. 
Места старта до 2020 года: перекрёсток Киевского шоссе и Красносельского шоссе, перекрёсток Красносельского шоссе и Соболевской дороги и др.
Места финиша до 2020 года: арка Царскосельского лицея, стадион ЦФКСЗ «Царское Село» и др.
С 2020 года старт и финиш пробега проходит у мемориала "Ополченцы", надпись на котором гласит «Отсюда в январе 1944 года войска 110 стрелкового корпуса начали наступление по освобождению Ленинграда от вражеской блокады».

### Места боевой славы недалеко от маршрута пробега
- Маршрут пробега пролегает через "Пулковский рубеж", один из важнейших оборонительных рубежей на подступах к Ленинграду, являвшийся местом ожесточённых боёв в годы Великой Отечественной войны, который проходил по линии Урицк – Пулково – Колпино и состоял из земляных противотанковых препятствий, отдельных огневых точек и минных полей. Осенью 1941 года Пулковский рубеж стал одним из тех мест, где на подступах к Ленинграду были остановлены гитлеровцы. Также здесь защитники города удерживали Пулковский рубеж в течение 900-дневной блокады Ленинграда.
- Долговременная огневая точка "Пулковский рубеж" олицетворяет боевые действия тех лет. Сохранившаяся с тех времен ДОТ находится около Петербургского шоссе, рядом с железной дорогой и скрыта от взглядов.
- Воинское кладбище на 4-м км Петербургского шоссе. Напротив Кокколевской улицы располагается  воинское кладбище, где на его территории установлена мемориальная стела из чёрного гранита с якорем у основания. Слова на стеле гласят «Вечная слава героям павшим в боях за свободу и независимость нашей Родины 1941-1945 гг.»
- Памятный знак "Здесь размещались штабы 864, 880 и 891 стрелковых полков, защищавших Ленинград" на 2-м км Петербургского шоссе, а также братская могила, где проходили массовые воинские захоронения около 1000 павших героев- защитников города на Неве. Братская могила выполнена в виде гранитных стел чёрного цвета, которые установлены полукругом.
- Пулковская обсерватория. В годы Великой Отечественной войны оказалась на линии фронта. Здесь находился укрепленный рубеж обороны Ленинграда, который защищали гвардейцы 125 Стрелковой дивизии. В течение 850 дней обсерватория подвергалась артобстрелам и бомбежкам, но не была оккупирована. Подвалы главного здания и Сейсмической станции использовались в качестве укрытий, фонтан Грот стал перевязочным пунктом. Всю территорию покрыли оборонительными сооружениями.
- Мемориальный комплекс «Пулковский рубеж» установлен на южном склоне Пулковских высот, на 20-м километре Киевского шоссе. На горизонтальной бетонной стеле длиной 34 метра - мозаичное панно, посвященное боевым и трудовым подвигам ленинградцев.